# محمدمهدی محمدی‌فرد
محمدمهدی محمدی‌فرد (زادهٔ ۱۳۸۳) شهروند معترض اهل ایران است که در جریان خیزش ۱۴۰۱ ایران بازداشت شده و توسط قوه قضائیه جمهوری اسلامی ایران به دوبار اعدام محکوم شده‌است. این حکم بعداً توسط دیوان عالی کشور نقض گردید.

## دستگیری
محمدمهدی محمدی‌فرد در تاریخ ۱۰ مهر ۱۴۰۱ در جریان خیزش سراسری توسط نیروهای امنیتی جمهوری اسلامی در نوشهر بازداشت شد. نیروی انتظامی جمهوری اسلامی ایران ادعا می‌کند که او یک کیوسک پلیس راهنمایی و رانندگی را آتش زده‌است.اما به‌گفته منابع تنها مدرک، اعتراف اجباری بوده‌است. همچنین گفته می‌شود وی از داشتن وکیل انتخابی محروم بوده و خانوادهٔ وی به‌دلیل تهدید، خبر چندانی دربارهٔ وی منتشر نکرده‌اند.

## شکنجه و تجاوز جنسی
عفو بین‌الملل اعلام کرد که جمهوری اسلامی باید فوراً «محکومیت ناعادلانه» و حکم اعدام عرشیا تک‌دستان، محمدمهدی محمدی‌فرد و نیز جواد روحی را - که زیر «شکنجه‌های هولناک، از جمله، شلاق، شوک الکتریکی، وارونه‌آویزان‌شدن و تهدید به مرگ با اسلحه، قرار گرفته» لغو کند. محمدی‌فرد در دوره شکنجه، مورد تجاوز یکی از مأموران سپاه پاسداران قرار گرفته و دچار جراحات و خونریزی مقعدی شده‌است. مانند آرمیتا عباسی

## حکم اعدام
به‌گزارش وبسایت حقوق بشری هرانا، محمدمهدی ۱۸ ساله توسط دادگاه انقلاب ساری، به‌اتهام «محاربه» و «افساد فی الارض» به دو بار اعدام محکوم کرده‌است. همچنین، محمدی‌فرد، برای اتهاماتی همچون «تبلیغ علیه نظام» به تحمل شش‌ماه حبس، برای اتهام «اغوا و تحریک مردم به قصد برهم زدن امنیت کشور به جنگ و کشتار با یکدیگر» به دو سال حبس، برای اتهام «توهین به رهبری» به تحمل یک سال حبس و برای اتهام «اجتماع و تبانی برای ارتکاب جرم بر ضد امنیت داخل کشور» به چهار سال، و درمجموع به هفت‌سال حبس تعزیری محکوم شده‌است.

## واکنش‌ها
دریا تورک، نماینده پارلمان آلمان، کفالت سیاسی او را بر عهده گرفت. او در توییتی نوشت: «من به عنوان نماینده پارلمان آلمان خواستار آزادی فوری مهدی هستم.»
رابرت مالی، نماینده ویژه وزارت خارجه آمریکا در امور ایران، نسبت به حکم اعدام او اعتراض کرد. او در توییتی نوشته‌است: «محمدمهدی محمدی‌فرد و محمد بروغنی، ۱۸ و ۱۹ ساله، دو تن از جوانان ایرانی که در دادگاه‌های ساختگی به اعدام محکوم شده‌اند. دنیا ناظر است. رهبران ایران باید به جوانان خود گوش دهند نه اینکه آنها را بکشند».